# Makedonska Kamenica
Makedonska Kamenica (makedonski: Македонска Каменица ) je gradić od 5.147 stanovnika na sjeveroistoku Republike Makedonije na obroncima Osogovske planine. 
Sjedište je istoimene Općine Makedonska Kamenica, koja ima 8 110 stanovnika (po popisu iz 2002.).

## Povijest
Kamenica kako se je tada zvala, prvi put se spominje u otomanskom defteru (popisu stanovništva) iz 1570. – 1573. za Ćustendilski sandžak u nahiji Pijanec. Tako saznajemo da postoji selo Kamenica, u kojem živi 80 obitelji i 59 neoženjenih osoba koje su porezni obeveznici.
Tijekom XIII st. u Osogovsku regiju došli su saski rudari iz mađarskih i njemačkih zemalja, te obnovili rudarstvo u zapuštenim rimskim rudnicima.
U XIV. st. kotlina Pijanec došala je pod vlast Otomanskog carstva.
U Kamenici koja je u planinskom kraju, vremenom se razvio otpor na otomansku vlast, u obliku odmetništva (poznatog kao hajdukovanje), iz tog vremena osobito je bio poznat  Deda Iljo Maleševski, zvan i vojvoda Iljo (1805. – 1898.), veliki hajduk, i nacionalni junak.
Kamenica je bila selo sve do otvaranja rudnika olova i cinka Sasa 1966. Od 1996. Makedonska Kamenica je i samostalna općina, do tada bila je u sastavu Općine Delčevo.

## Zemljopisne odlike
Makedonska Kamenica se nalazi na južnim padinama Osogovske planine u kotlini Pijanec. Kroz gradić protiče Kamenička reka. Na par kilometara od Kamenice izgrađeno je umjetno Jezero Kalimanci, u koje se slijevaju vode dviju rijeka Kamenice i Bregalnice. Kroz grad prolazi magistralna cesta M-5, kojom je Makedonska Kamenica povezana s Kočanima i Delčevom, i regionalna cesta P-208 koja vodi za rudnik Sasa i Osogovo.

## Gospodarstvo
Glavna djelatnost u Kamenici bio je obližnji rudnik olova i cinka Sasa, i uz njega povezana Cinkarna te pogon tekstilne industrije Tamateks, Tekstil-M.
Poljoprivreda je uglavnom vezana uz stočarstvo.

## Stanovništvo
Po popisu stanovništa iz 2002. Makedonska Kamenica imala je 5 147 stanovnika, a sastav je bio sljedeći:
- Makedonci 5 096 (99,01%)
- ostali 51 (0,99%)

## Vanjske poveznice
- Službene stranice Makedonske Kamenice